# Distrito de Hashima (Gifu)
El distrito de Hashima (羽島郡 Hashima-gun?) es un distrito localizado en la prefectura de Gifu, Japón. En octubre de 2019 tenía una población estimada de 48.030 habitantes y una densidad de población de 2.638 personas por km². Su área total es de 18,21 km².

## Localidades
- Ginan
- Kasamatsu